# 高尚领域
高尚领域是位於中華人民共和國上海市普陀区真如城市副中心核心位置的大型城市综合体建筑集群, 由美国KPF建筑事务所设计。

## 简介
项目集逾14万方住宅、约22万方商场、2幢酒店及4幢办公写字楼于一体，综合体总建筑面积约117万平方米；位于真如板块曹杨路铜川路交界，是通上海轨道交通11号线及上海轨道交通14号线双线地铁上盖项目。 
项目由香港长江实业集团有限公司（长江实业）打造。截至2023年底，T1及T14两栋甲级办公楼尚未交付使用。